# Tours Speedway
Tours Speedway est un circuit automobile en ovale (en forme de D) long de 600 mètres créé à l'été 2012 sur le site du Parc des expositions de la ville de Tours, en Indre-et-Loire, France. Sa piste de 20 mètres de large, validée par la Fédération française du sport automobile (FFSA), est bordée par 160 murs semblables à ceux utilisés par la F1 sur les circuits urbains.
Pour la première fois en Europe, la ville de Tours est le théâtre les 7 et 8 juillet 2012, d'une épreuve de course automobile disputée sur un ovale et officiellement reconnue par la FIA d'une part, et d'autre part affiliée à la NASCAR, discipline de sport automobile la plus populaire aux États-Unis.
À l'instar de la prestigieuse compétition américaine Daytona 500, un championnat européen est né en 2009 : le championnat Racecar Euro Series qui devient officiellement un championnat NASCAR en 2012 (Euro Racecar NASCAR Touring Series)
Il s'agit d'une course de bolides équipés de V8 développant 450 ch et spécialement adaptés pour la course : Ford Mustang, Chevrolet Camaro, Chevrolet Monte Carlo, Dodge Challenger, Dodge Charger ou encore Ford Fusion.
Pour la première fois au monde en 2012, s'est disputée à cette occasion une course de type NASCAR sur un ovale humide, à cause des conditions météorologiques. Jamais en effet, une course NASCAR aux États-Unis ne s'est courue sous la pluie.
Les courses se déroulent dans le cadre de l'American Tours Festival.
En 2017, pour la première fois depuis l'inauguration du circuit, le championnat européen de NASCAR ne passe pas sur ce circuit, au bonheur de plusieurs militants et conseillers municipaux écologistes.
En 2018, la course fait son retour au calendrier.

## Palmarès

### NASCAR Whelen Euro Series
| Année | Catégorie  | Course     | Vainqueur         | Équipe                           | Voiture          |
| ----- | ---------- | ---------- | ----------------- | -------------------------------- | ---------------- |
| 2012  | Elite      | Course 1   | Ben Kennedy       | TFT - Whelen                     | Chevrolet Camaro |
| 2012  | Elite      | Course 2   | Éric Hélary       | Still Racing - JDC Finances      | Chevrolet Camaro |
| 2012  | Open       | Course 1   | Frédéric Johais   | OverDrive                        | Chevrolet Camaro |
| 2012  | Open       | Course 2   | Vincent Gonneau   | Gonneau Racing                   | Chevrolet Camaro |
| 2013  | Elite      | Course 1   | Frédéric Gabillon | Rapido Racing by Still           | Ford Mustang     |
| 2013  | Elite      | Course 2   | Frédéric Gabillon | Rapido Racing by Still           | Ford Mustang     |
| 2013  | Open       | Course 1   | Julien Goupy      | Rapido Racing by Still           | Ford Mustang     |
| 2013  | Open       | Course 2   | Josh Burdon       | Scorpus Racing                   | Chevrolet SS     |
| 2014  | Elite 1    | Course 1   | Ander Vilariño    | TFT Racing                       | Chevrolet SS     |
| 2014  | Elite 1    | Course 2   | Mathias Lauda     | DF1 Racing by B66 Raceconsulting | Chevrolet SS     |
| 2014  | Elite 2    | Course 1   | Denis Dupont      | Racing Club Partners – Marc VDS  | Toyota Camry     |
| 2014  | Elite 2    | Course 2   | Denis Dupont      | Racing Club Partners – Marc VDS  | Toyota Camry     |
| 2015  | Elite 1    | Course 1   | Nicolò Rocca      | CAAL Racing                      | Chevrolet SS     |
| 2015  | Elite 1    | Course 2   | Ander Vilariño    | TFT Racing                       | Chevrolet SS     |
| 2015  | Elite 2    | Course 1   | Stienes Longin    | PK Carsport                      | Chevrolet SS     |
| 2015  | Elite 2    | Course 2   | Gianmarco Ercoli  | Double T by MRT Nocentini        | Chevrolet Camaro |
| 2016  | Elite 1    | Course 1   | Frédéric Gabillon | RDV Compétition                  | Ford Mustang     |
| 2016  | Elite 1    | Course 2   | Frédéric Gabillon | RDV Compétition                  | Ford Mustang     |
| 2016  | Elite 2    | Course 1   | Riccardo Geltrude | Double T by MRT Nocentini        | Ford Mustang     |
| 2016  | Elite 2    | Course 2   | Stienes Longin    | PK Carsport                      | Chevrolet SS     |
| 2017  | Non-courue | Non-courue | Non-courue        | Non-courue                       | Non-courue       |
| 2018  | Elite 1    | Course 1   | Frédéric Gabillon | RDV Compétition                  | Toyota Camry     |
| 2018  | Elite 1    | Course 2   | Alon Day          | CAAL Racing                      | Toyota Camry     |
| 2018  | Elite 2    | Course 1   | Ulysse Delsaux    | RDV Compétition                  | Toyota Camry     |
| 2018  | Elite 2    | Course 2   | Ulysse Delsaux    | RDV Compétition                  | Toyota Camry     |